# Баисубани
Баисубани (груз. ბაისუბანი) — село в Грузии, в муниципалитете Лагодехи края Кахетия. 

## География
Село расположено в восточной части края, в 10 километрах по прямой к юго-западу от центра муниципалитета Лагодехи. Высота центра — 360 метров над уровнем моря.

## Население
По данным переписи населения 2014 года, в селе проживало 888 человек.
| Год  | Население | Мужчины | Женщины |
| ---- | --------- | ------- | ------- |
| 2002 | 1210      | 582     | 628     |
| 2014 | 888       | 450     | 438     |